# 大圆叶报春
大圆叶报春（学名：Primula cardiophylla），为报春花科报春花属下的一个植物种。